# James Walter Christy
James Walter Christy (Richmond, 14 de julho de 1938) é um astrônomo dos Estados Unidos.

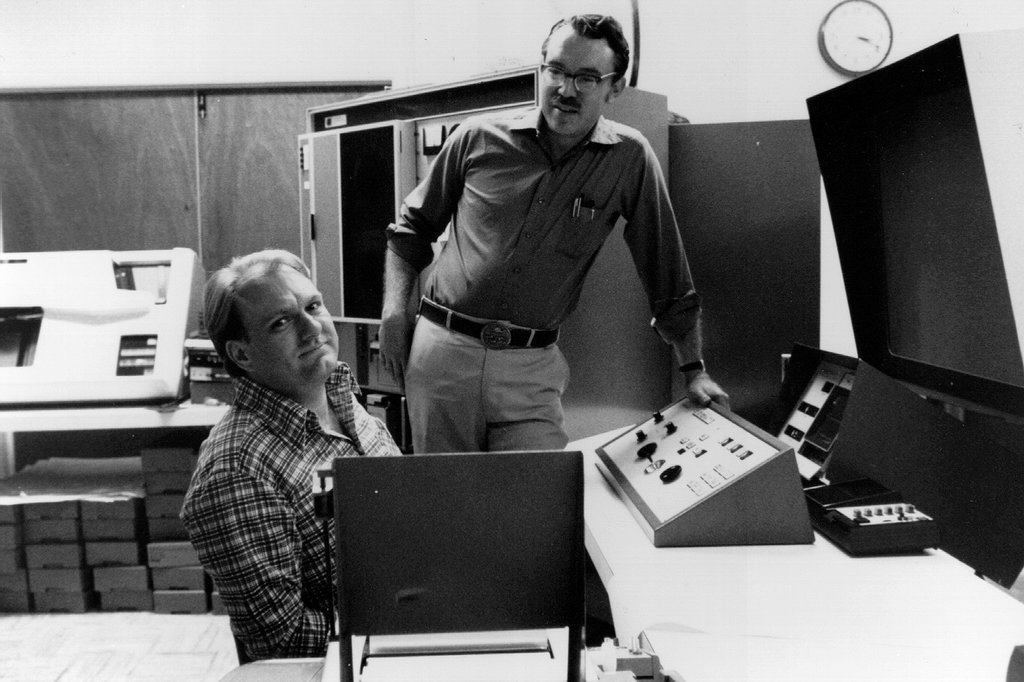
James (esquerda) e Robert Harrington (direita) em 1978.

Trabalhando para o Observatório Naval dos Estados Unidos, ele descobriu, em 1978, que Plutão tinha um satélite, ao qual chamou Caronte. A descoberta recebeu a designação provisória "1978 P 1"; Christy propôs o nome de "Caronte", depois do barqueiro mitológico que levava almas pelo rio Acheron, um dos cinco rios míticos que cercavam o submundo de Plutão.